# Sceau impérial des Mongols
Le sceau impérial des Mongols est un sceau ( tamgha -тамга) utilisé par les dirigeants Mongols. Les sceaux impériaux avaient principalement des inscriptions en écriture mongole, chinoise et phagpa, parfois d'autres écritures utilisées dans les divers régimes fondés par les mongols tels que l'empire mongol et la dynastie des Yuan du Nord .

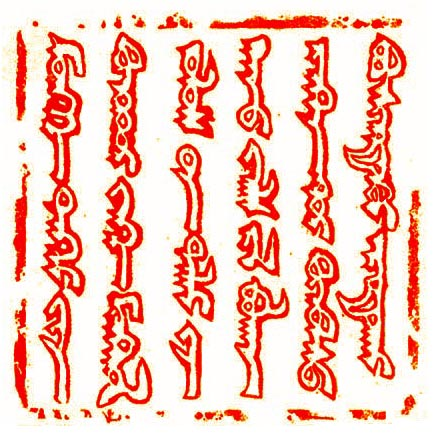
Sceau de Güyük sur la lettre à Innocent IV

Selon Plano Carpini, l'artisan russe Kozma, a fabriqué un sceau pour Güyük , qui pourrait être celui utilisé par le Khagan pour tamponner la lettre qu'il a envoyé au pape Innocent IV. Le texte présent sur ce sceau est écrit en écriture mongole. L'érudit polonais Cyrill Koralevsky a pris une photo de ce sceau en 1920, et quelques années plus tard, l'éminent linguiste français, Paul Pelliot, en a traduit le texte. Cependant, les Mongols estiment que Kozma n’a fabriqué que l’un des sceaux impériaux et que ladite lettre porte le sceau de Gengis Khan, dont ses successeurs ont hérité.
Sous la dynastie Yuan, qui a régné sur toute la Chine, puis sous la Dynastie Yuan du Nord, qui n'a régné que sur la Mongolie, il existe plusieurs Sceaux, chaque empereur ayant tendance s'en faire fabriquer un personnel. Ainsi, le Khan Ayourchiridhara des Yuan du Nord, avait un sceau impérial personnel dont la texte a été écrit en utilisant le script « Grand Yuan ».
Lorsque l'empire Mongol se fragmente, les dirigeants Mongols régnant sur d'autres pays prennent également l'habitude d'utiliser des sceaux semblables aux sceaux impériaux, même s'ils ne contrôlent pas la Mongolie et ne portent pas le titre de Khagan.
À partir du XVIe siècle, les khans mongols ont utilisé des sceaux de forme carrée. Ejei Khan a donné l'un de ces sceaux aux Mandchous en 1635, pour marquer la soumission/vassalisation des Mongols à ces derniers. Le Khan des Mandchous s'est ensuite proclamé empereur et a fondé la dynastie Qing.
L'usage des sceaux par les dirigeants mongols a perduré jusqu'au début du XXe siècle. C'est ainsi que Bogd Jivzundamba, le fondateur et seul dirigeant du Khaganat de Mongolie du Bogdo (1911-1921), avait un tamgha avec l'inscription « Sainteté - Bogd Khaan qui détient la religion et l'autorité ».

## Galerie

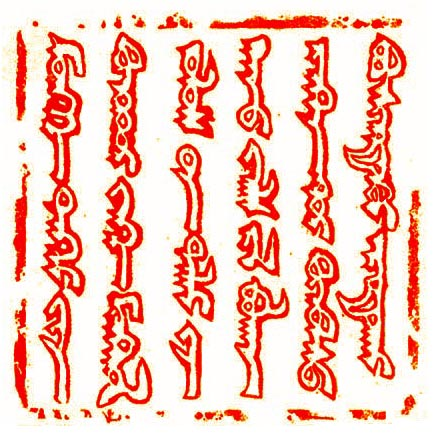
Sceau de Güyük Khan utilisant l'écriture mongole classique, tel qu'il est décrit dans une lettre envoyée au pape romain Innocent IV. Il se lit comme suit: Möngke ṭngri-yin küčündür. Yeke Mongγol ulus-un dalai-in qanu ǰrlγ. Il bulγa irgen-dür kürbesü, büsiretügüi azatuγai Möngke ṭngri-yin küčündür. Yeke Mongγol ulus-un dalai-in qanu ǰrlγ. Il bulγa irgen-dür kürbesü, büsiretügüi azatuγai Möngke ṭngri-yin küčündür. Yeke Mongγol ulus-un dalai-in qanu ǰrlγ. Il bulγa irgen-dür kürbesü, büsiretügüi azatuγai.
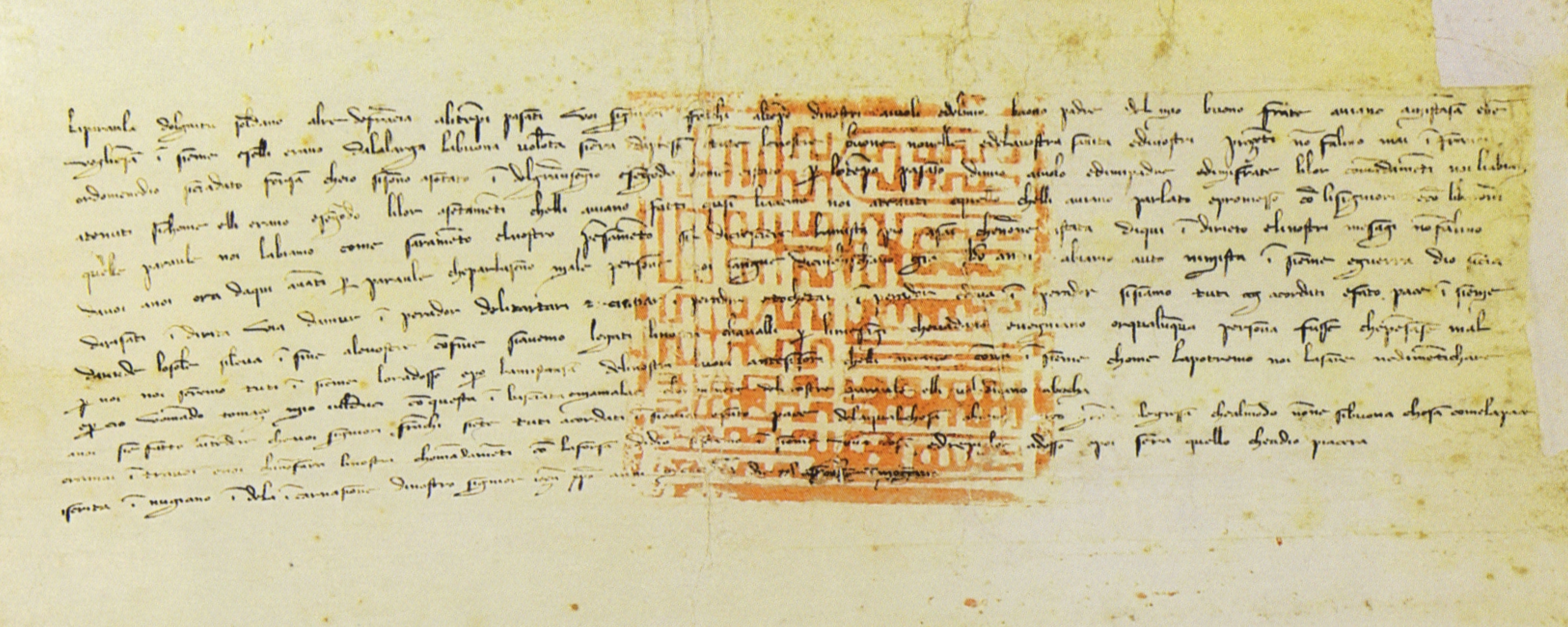
Traduction de la lettre d'Oldjaïtou au Roi de France Philippe IV le Bel réalisée par Buscarello de Ghizolfi, au verso de la lettre (visible ici).
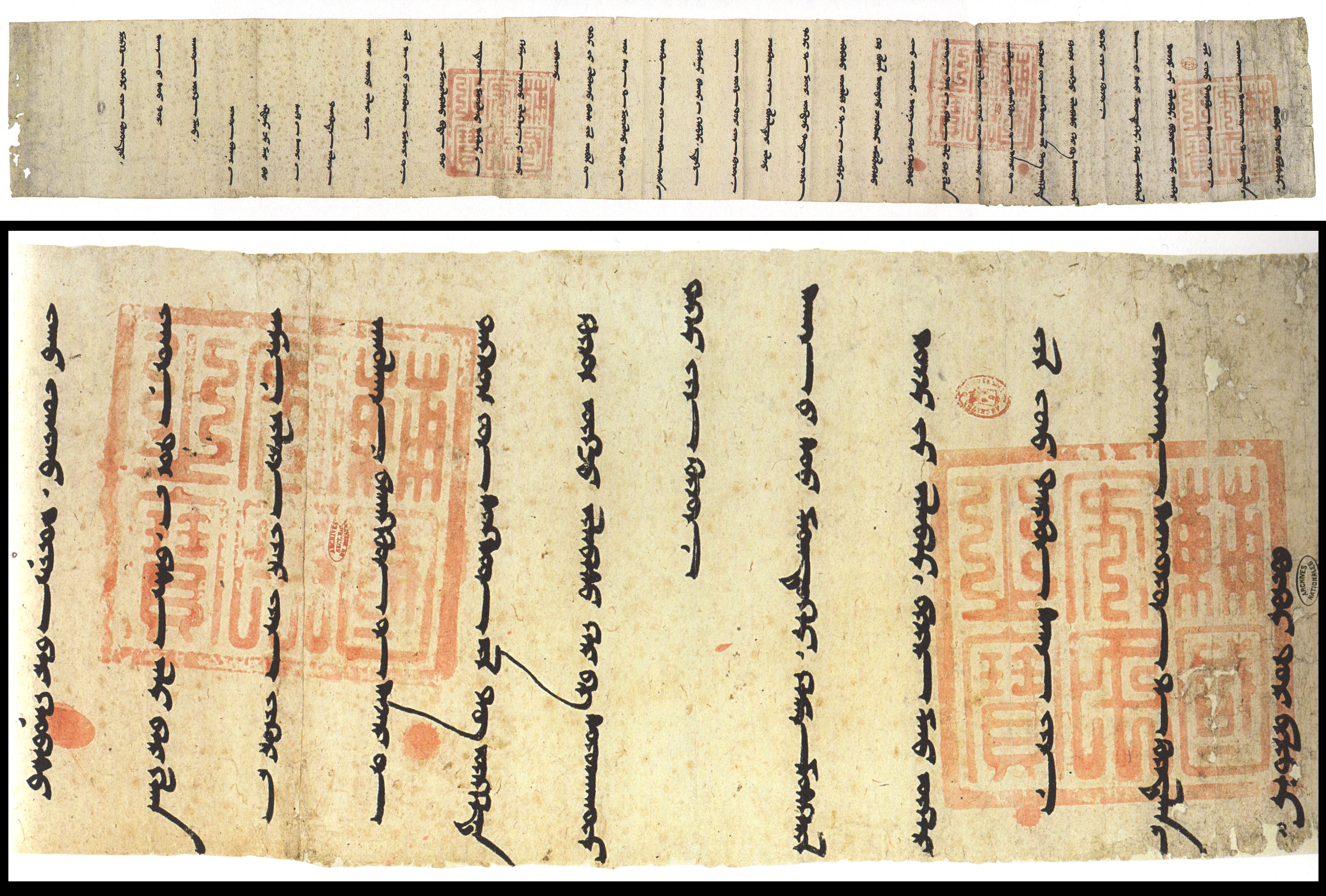
Lettre de l’Ilkhan Arghoun à Philippe le Bel. Son cachet est en chinois sigillaire grand sceau.
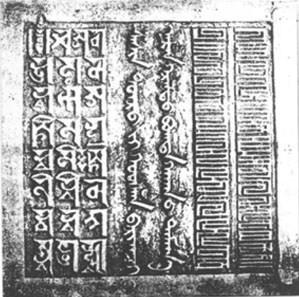
Sceau impérial de Bogdo Khan, 1911. Les styles d'écritures utilisé sont, de gauche à droite: Soyombo, mongol classique et Phags-pa